# قرار مجلس الأمن التابع للأمم المتحدة رقم 1609

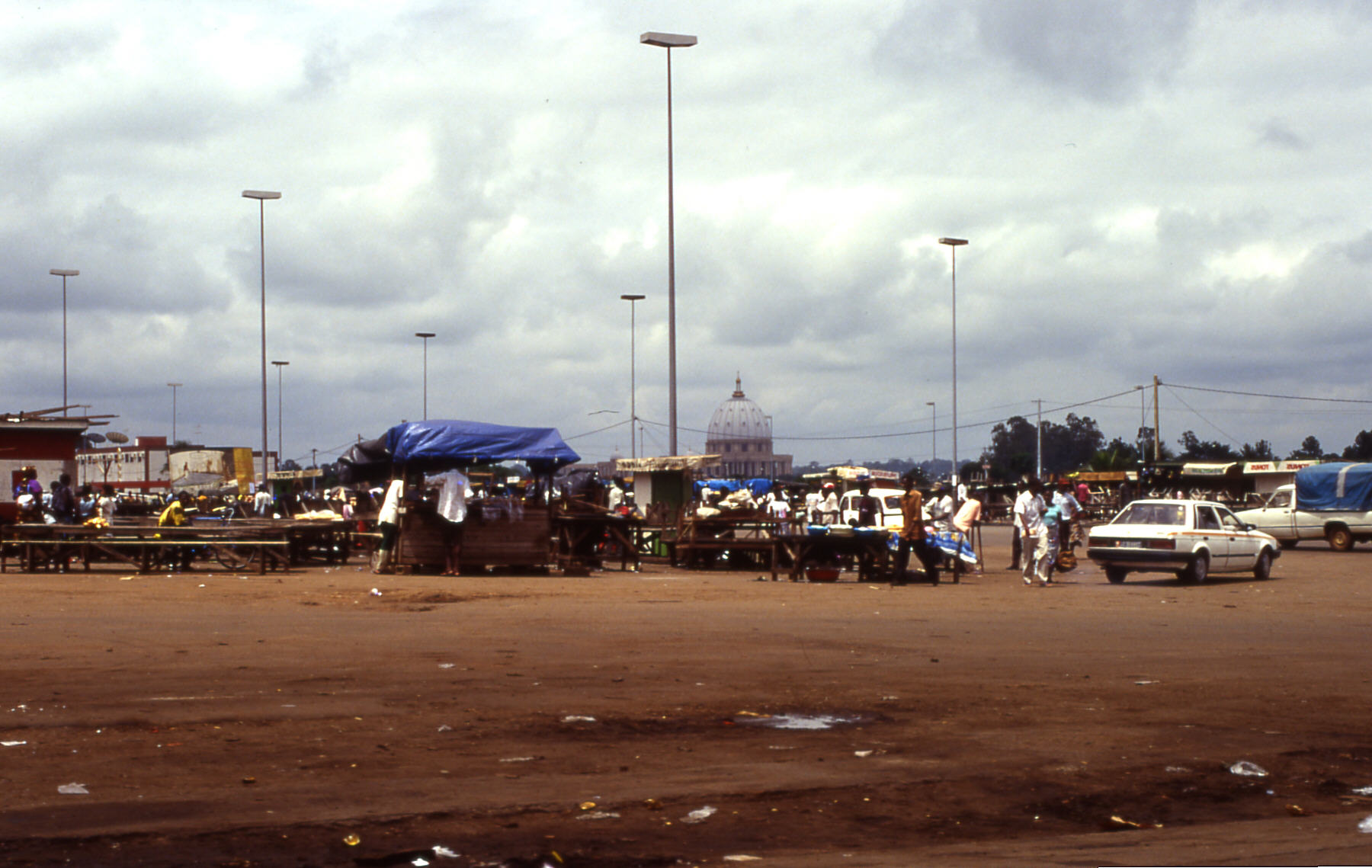
كنيسة سيدة السلام ، ياموسوكرو

اعتمد مجلس الأمن التابع للأمم المتحدة القرار 1609 بالإجماع في 24 يونيو 2005. وبعد الإشارة إلى القرارات السابقة بشأن الحالة في ساحل العاج، مدد المجلس ولاية عملية الأمم المتحدة في كوت ديفوار ودعم القوات الفرنسية لمدة سبعة أشهر أخرى حتى 24 كانون الثاني / يناير 2006.

## القرار

### أعمال
وبموجب الفصل السابع من ميثاق الأمم المتحدة، مدد المجلس ولاية عملية الأمم المتحدة في ساحل العاج ودعم القوات الفرنسية لمدة سبعة أشهر. وكلفت عملية الأمم المتحدة في ساحل العاج بمهام في المجالات التالية:
- مراقبة وقف الأعمال العدائية وتحركات الجماعات المسلحة
- نزع سلاح المقاتلين السابقين وتسريحهم وإعادة إدماجهم وإعادتهم إلى أوطانهم وإعادة توطينهم
- نزع سلاح المليشيات وحلها
- حماية موظفي الأمم المتحدة ومؤسساتها والمدنيين
- مراقبة حظر الأسلحة المفروض في القرار 1572 (2004)
- دعم المساعدة الإنسانية
- دعم إعادة بسط إدارة الدولة
- دعم لانتتخاباتحرة ونزيهة وشفافة.
- المساعدة في مجال حقوق الإنسان والإعلام والقانون والنظام.

وزاد قوام عملية الأمم المتحدة في كوت ديفوار بمقدار 850 عسكريا و 725 من أفراد الشرطة. بالإضافة إلى ذلك، تم تفويض الأمين العام بتنفيذ التدابير الواردة في تقريره عن التعاون بين البعثات والعمليات المحتملة عبر الحدود. وقد أوضح القرار تفاصيل الترتيبات الخاصة بإعادة نشر القوات بين عمليات حفظ السلام الثلاث.

## روابط خارجية
- نص القرار في undocs.org